# Heuliez GX 437
L'Heuliez Bus GX 437 est un autobus articulé à plancher bas fabriqué et commercialisé depuis 2014 par le constructeur français Heuliez Bus, filiale du groupe Iveco Bus. Les versions midibus et standard sont également disponibles, nommés GX 137 et GX 337. Ils font partie de la gamme Access'Bus.
Les véhicules de la phase 1 ont été propulsés avec un moteur Diesel Iveco ayant la norme européenne de pollution Euro 6, ou hybride-diesel, ainsi que depuis 2016 à l'électricité. Ceux de la phase 2 sont motorisés par de l'électrique uniquement (GX 437 E) depuis 2019 ; ils se distinguent en ayant la face avant du GX Linium lancé en 2017. Les motorisations diesel et hybride-diesel ont été arrêtés en 2021 pour laisser place uniquement à l'électrique.
Il succède au GX 427.

## Historique
Le GX 437 est commercialisé depuis 2014 et succède au GX 427. En juin 2014, il est présenté au Salon européen de la mobilité au Parc des expositions de Villepinte. Il est la version articulée du GX 337. Les modèles concurrents sont les Iveco Urbanway 18 et Iveco Crealis 18 (ses cousins techniques), le Mercedes-Benz Citaro G C2, le Man Lion's City 18, le Solaris Urbino 18 IV, le Scania Citywide LFA, le Volvo 7900A Hybrid, le VDL Citea SLFA et le Van Hool NewAG300.
Depuis 2021, seul le GX 437 E est commercialisé. Ses concurrents sont le Mercedes-Benz eCitaro G, le Man Lion's City 18 E, le Volvo 7900A E, le Solaris Urbino 18 Electric, le Scania Citywide 18 E, les Irizar ie 18 et Irizar ie Tram 18, le VDL Citea SLFA Electric, le Hess Lightram 19, le BYD ebus-18 et le Ebusco 2.0 18.

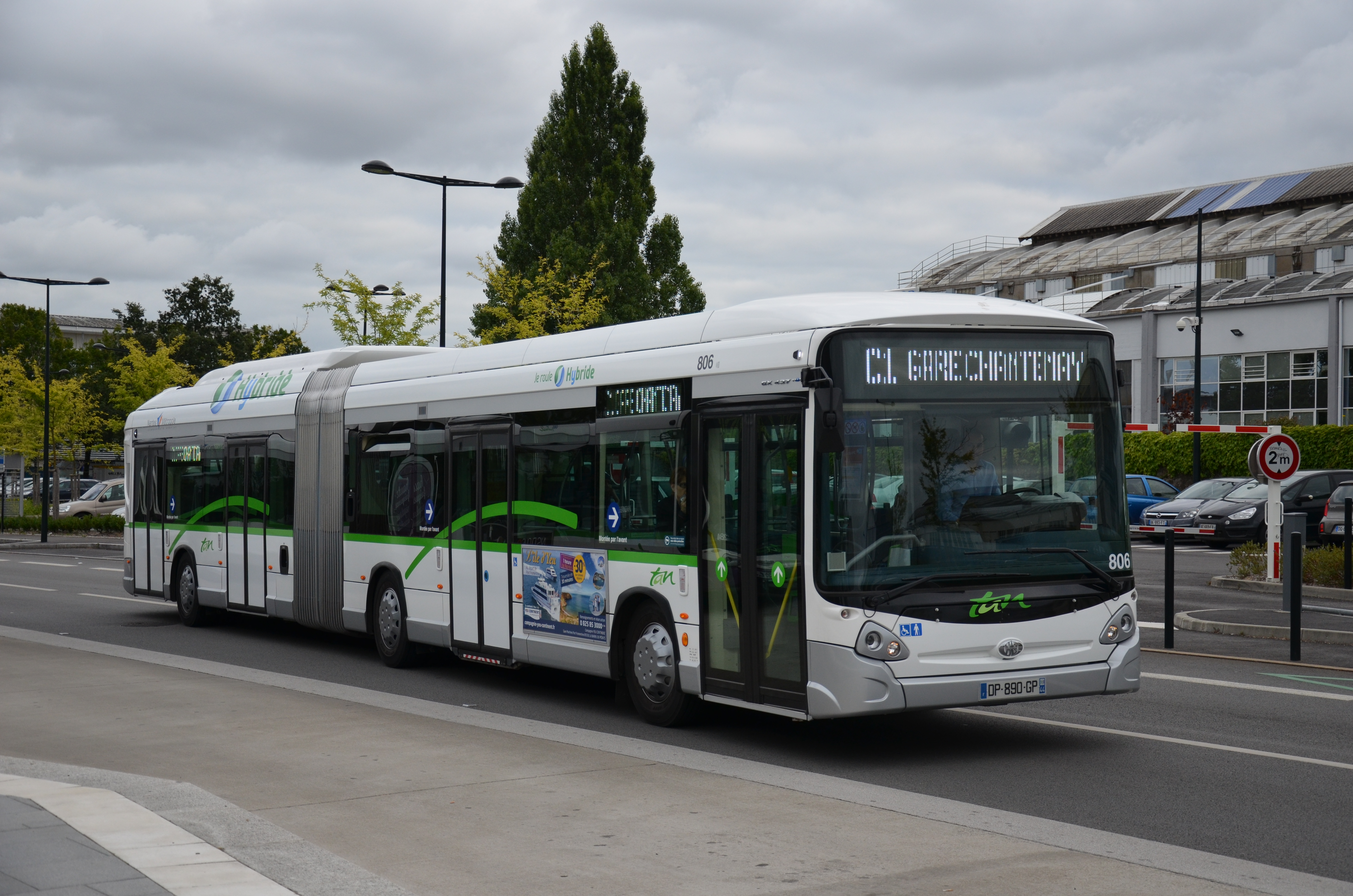
Un GX 437 de Nantes.
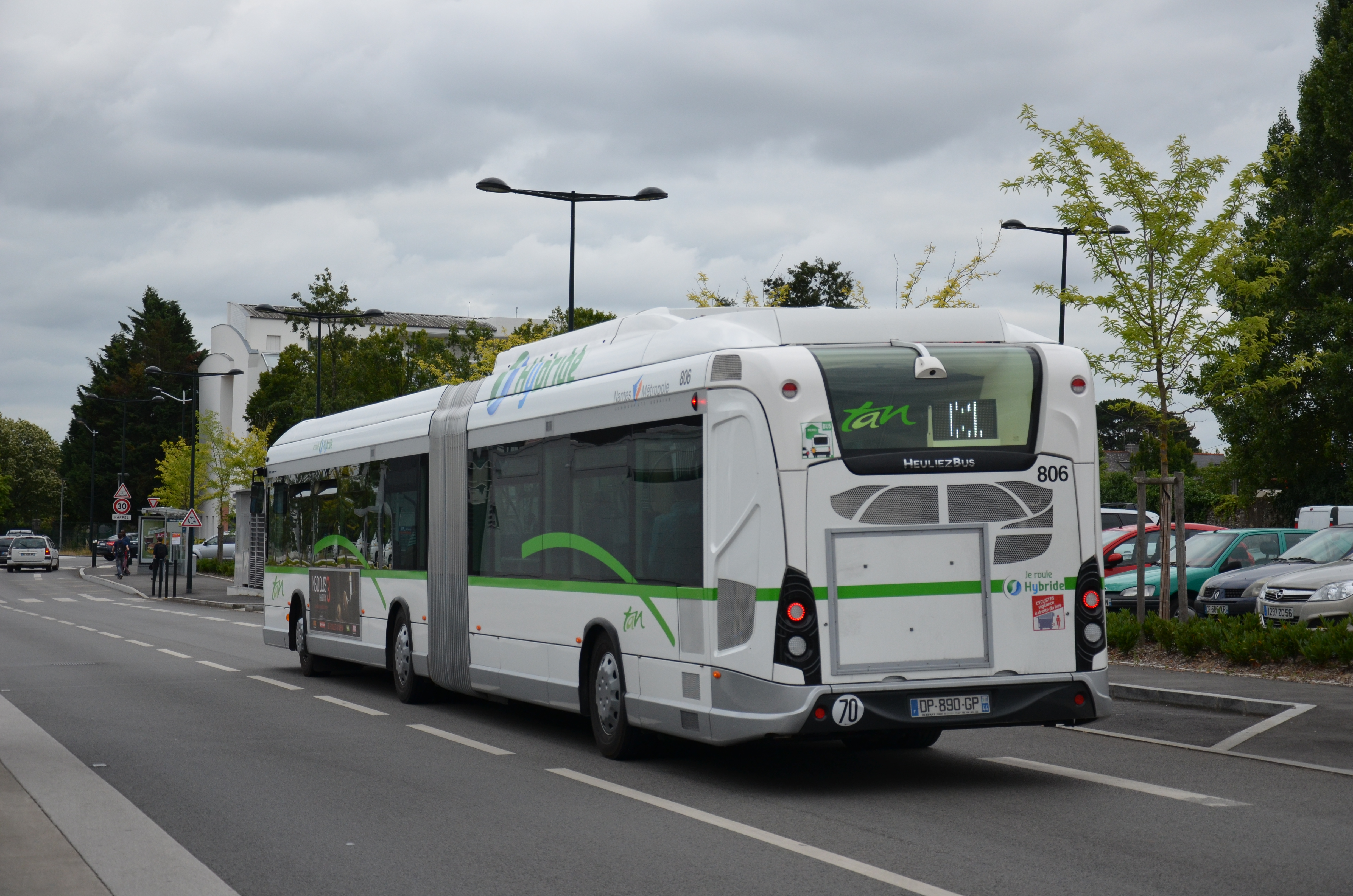
Un GX 437 de Nantes.
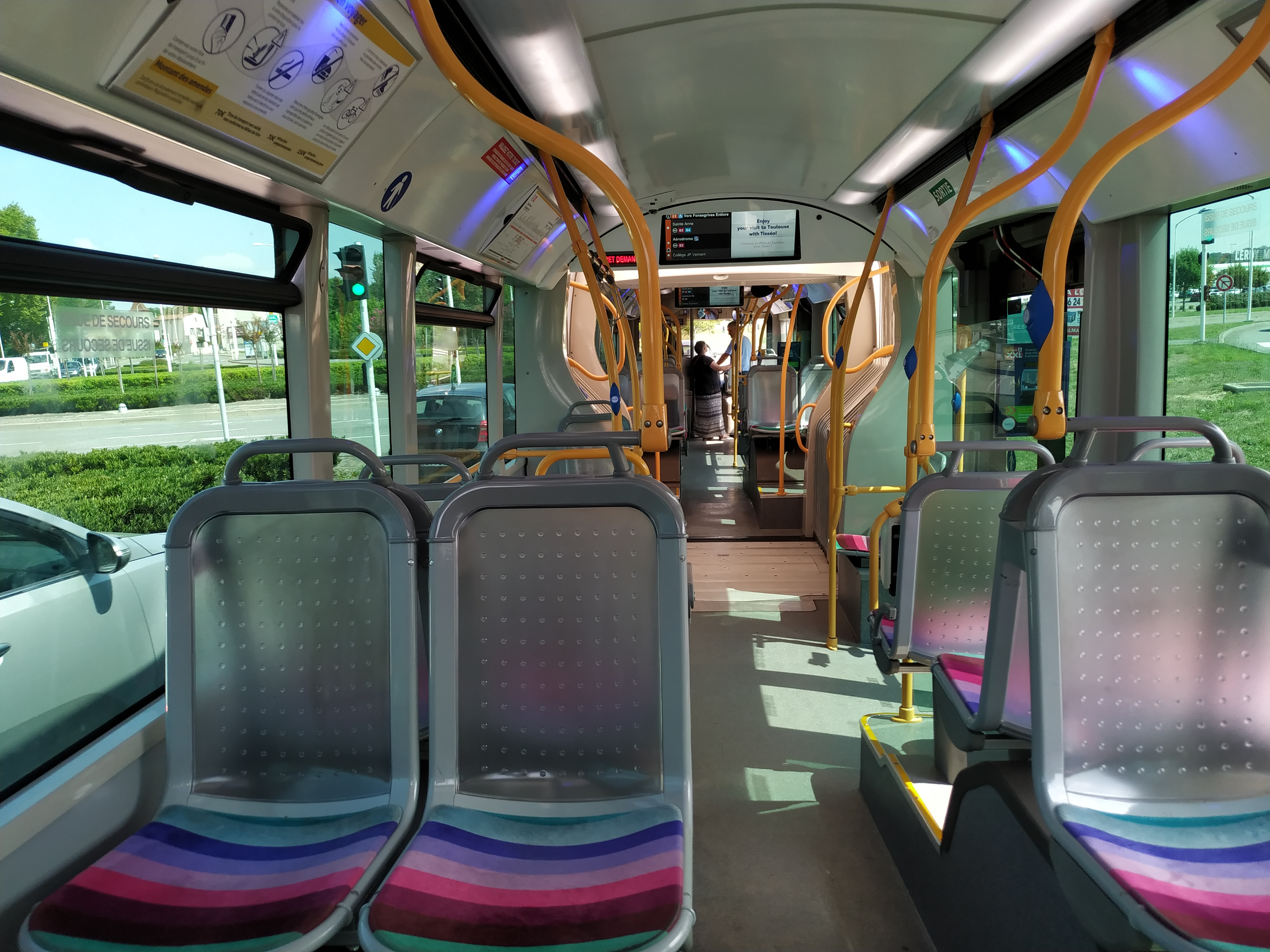
Vue intérieure.

## Générations
Le GX 437 est actuellement produit avec une seule génération de moteurs Diesel respectant la norme Euro 6, construit de 2014 à 2021. Une version hybride est également produite. En 2017, une version entièrement électrique est aussi proposée.
À partir de 2022, seules les motorisations électriques restent au catalogue.
|                | 2014               | 2015           | 2016             | 2017           | 2018           | 2019           | 2020           | 2021           | 2022    | 2023    | 2024 > |
| Phase 1        | Phase 1            | Phase 1        | Phase 1          | Phase 1        | Phase 1        | Phase 2        | Phase 2        | Phase 2        | Phase 2 | Phase 2 |        |
| Heuliez GX 437 | Heuliez GX 437     | Heuliez GX 437 | Heuliez GX 437   | Heuliez GX 437 | Heuliez GX 437 | Heuliez GX 437 | Heuliez GX 437 | Heuliez GX 437 |         |         |        |
| Heuliez GX 437 | Heuliez GX 437 HYB |                |                  |                |                |                |                |                |         |         |        |
| Heuliez GX 437 |                    |                | Heuliez GX 437 E |                |                |                |                |                |         |         |        |

Légende couleur : Diesel ; Hybride ; Électrique

## Les différentes versions

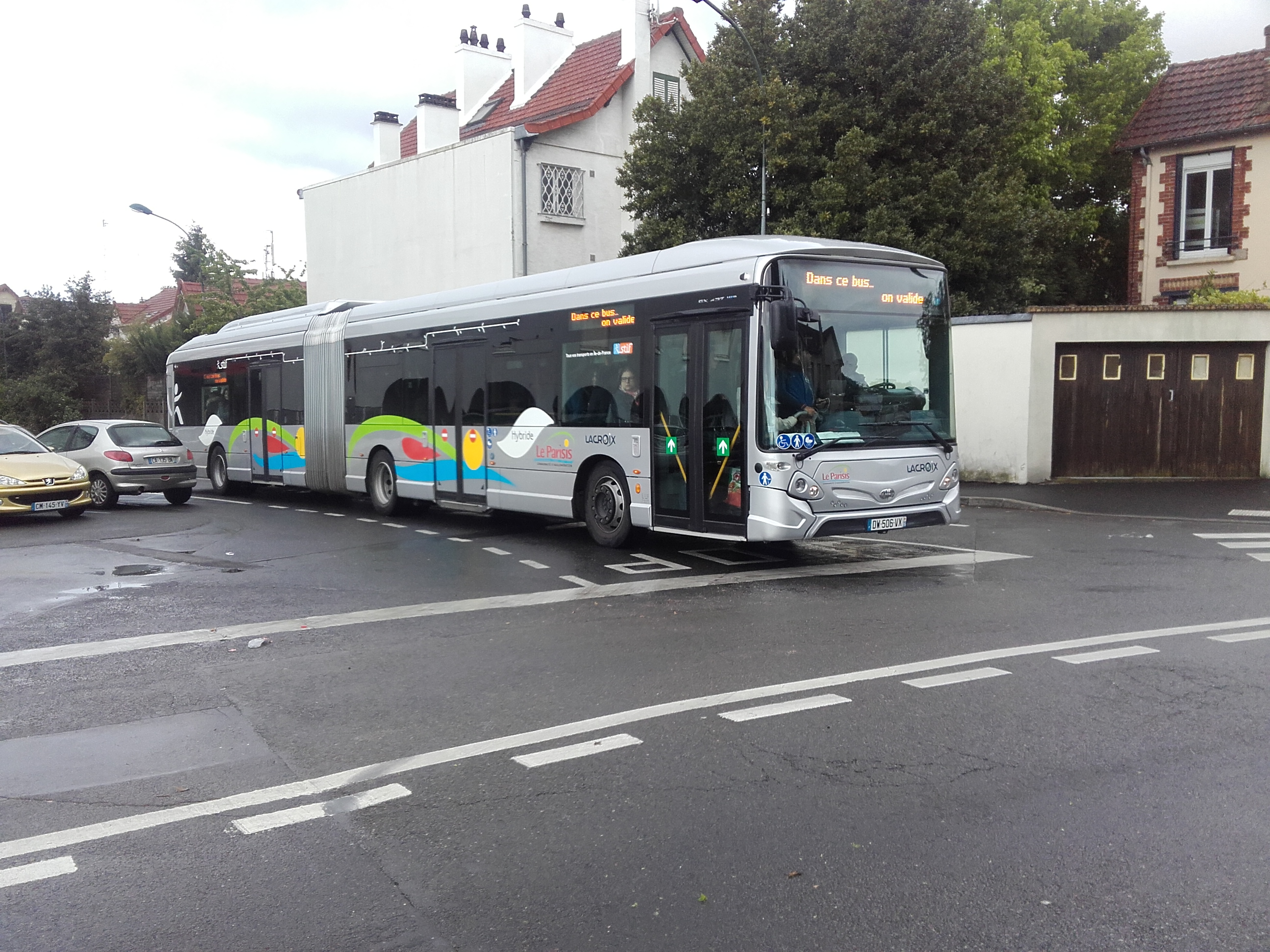
GX 437 hybride appartenant aux Cars Lacroix, sur le réseau Le Parisis.

Le GX 437 est disponible en plusieurs versions : 
- la version de base est équipée d'un moteur diesel et disponible en version trois ou quatre portes[5] ;
- la version hybride est équipée d'un moteur hybride et disponible en version trois ou quatre portes[3] ;
- la version électrique, disponible en version trois ou quatre portes, a été présenté au cours de l'été 2017.

### GX 437 Linium
La version Linium Bus à haut niveau de service (BHNS) est le haut de gamme du GX 437 depuis 2017 et propose en option : les acrotères au pavillon, les carénages de roues, le pavillon vitré Lumi'Bus, les baies triangulaires en partie basse, l'option Lampa'Bus et l'intégration de systèmes d'information et de vidéo surveillance. Tout comme le modèle de base, il était disponible en version diesel ou hybride, puis actuellement en électrique uniquement.

## Caractéristiques

### Dimensions

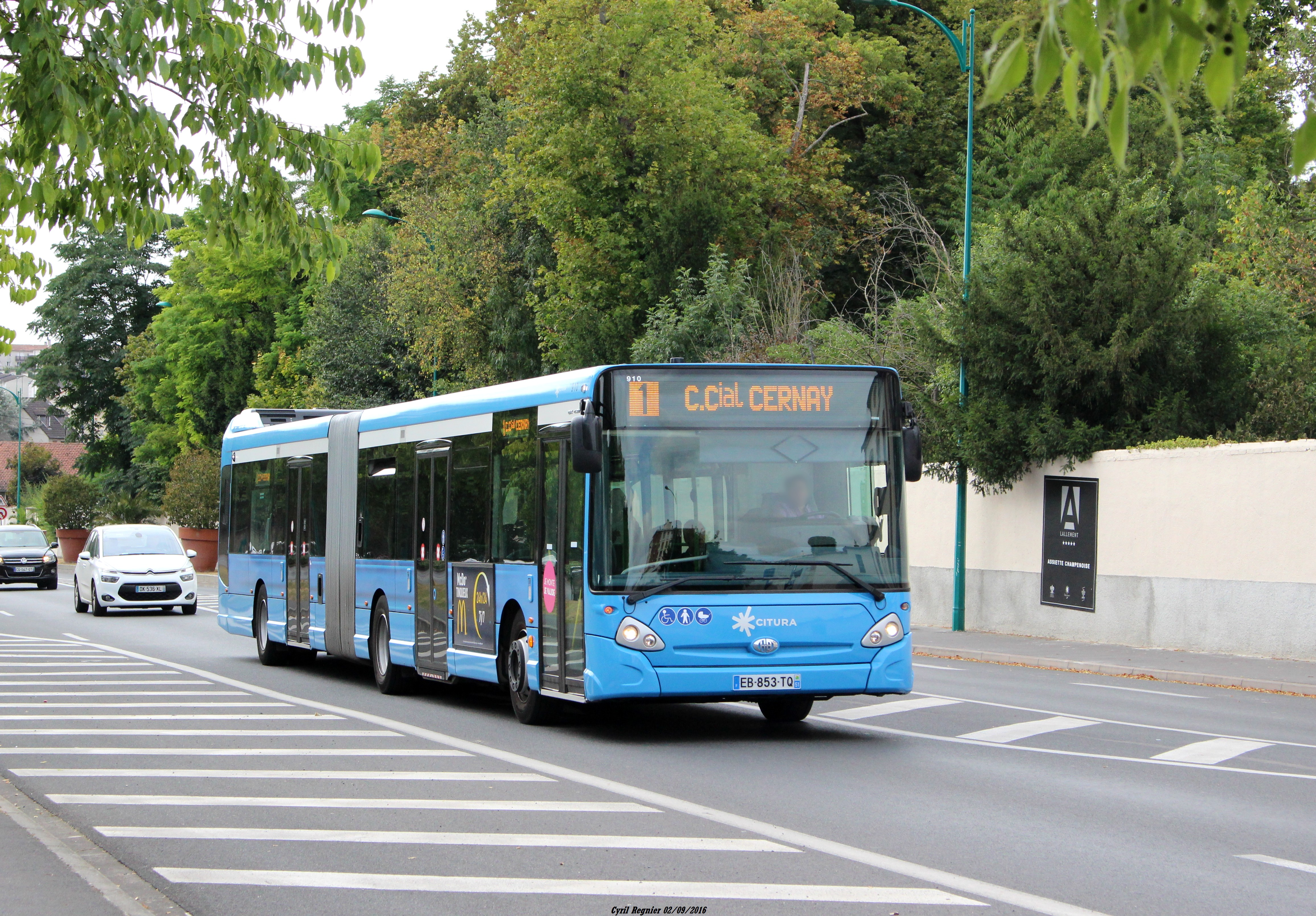
GX 437 diesel du réseau Citura de Reims.

|                                   | Heuliez Bus GX 437 Diesel, Iveco Bus GX 437 Diesel           | Heuliez Bus GX 437 HYB,                                      | Heuliez Bus GX 437 ELEC, Iveco Bus E-Way 18               |
| --------------------------------- | ------------------------------------------------------------ | ------------------------------------------------------------ | --------------------------------------------------------- |
| Longueur                          | 17 970 mm                                                    | 17 960 mm                                                    | 17 960 mm                                                 |
| Largeur (sans rétroviseurs)       | 2 550 mm                                                     | 2 550 mm                                                     | 2 550 mm                                                  |
| Hauteur (sans climatisation)      | 3 100 mm                                                     | 3 246 mm                                                     | 3 350 mm                                                  |
| Empattement                       | AV : 5 355 mm ; AR : 6 675 mm                                | AV : 5 355 mm ; AR : 6 675 mm                                | AV : 5 355 mm ; AR : 6 675 mm                             |
| Porte-à-faux                      | AV : 2 715 mm ; AR : 3 235 mm                                | AV : 2 705 mm ; AR : 3 225 mm                                | AV : 2 705 mm ; AR : 3 225 mm                             |
| Rayon de braquage entre trottoirs | 10 182 mm                                                    | 10 182 mm                                                    | 10 182 mm                                                 |
| Angle d’attaque / Fuite           | 7,4°/ 7,4°                                                   | 7,4°/ 7,4°                                                   | 7,4°/ 7,4°                                                |
| Masse à vide*                     | Selon aménagements                                           | Selon aménagements                                           | Selon aménagements                                        |
| P.T.A.C.                          | 30 000 kg                                                    | 30 000 kg                                                    | 30 000 kg                                                 |
| Capacité : assis + debout = maxi* | (34/35 assises + environ 140 debout) = 180 passagers maximum | (38/40 assises + environ 140 debout) = 180 passagers maximum | (42 assises + environ 140 debout) = 180 passagers maximum |
| Portes                            | 3 ou 4                                                       | 3 ou 4                                                       | 3 ou 4                                                    |
| Hauteur du plancher               | 340 mm                                                       | 340 mm                                                       | 340 mm                                                    |
| Réservoir à combustible           | Diesel : 350 l AUS 32 : 80 l                                 | Diesel : 350 l AUS 32 : 80 l                                 | Aucun                                                     |

* = variable selon l'aménagement intérieur.

### Motorisations

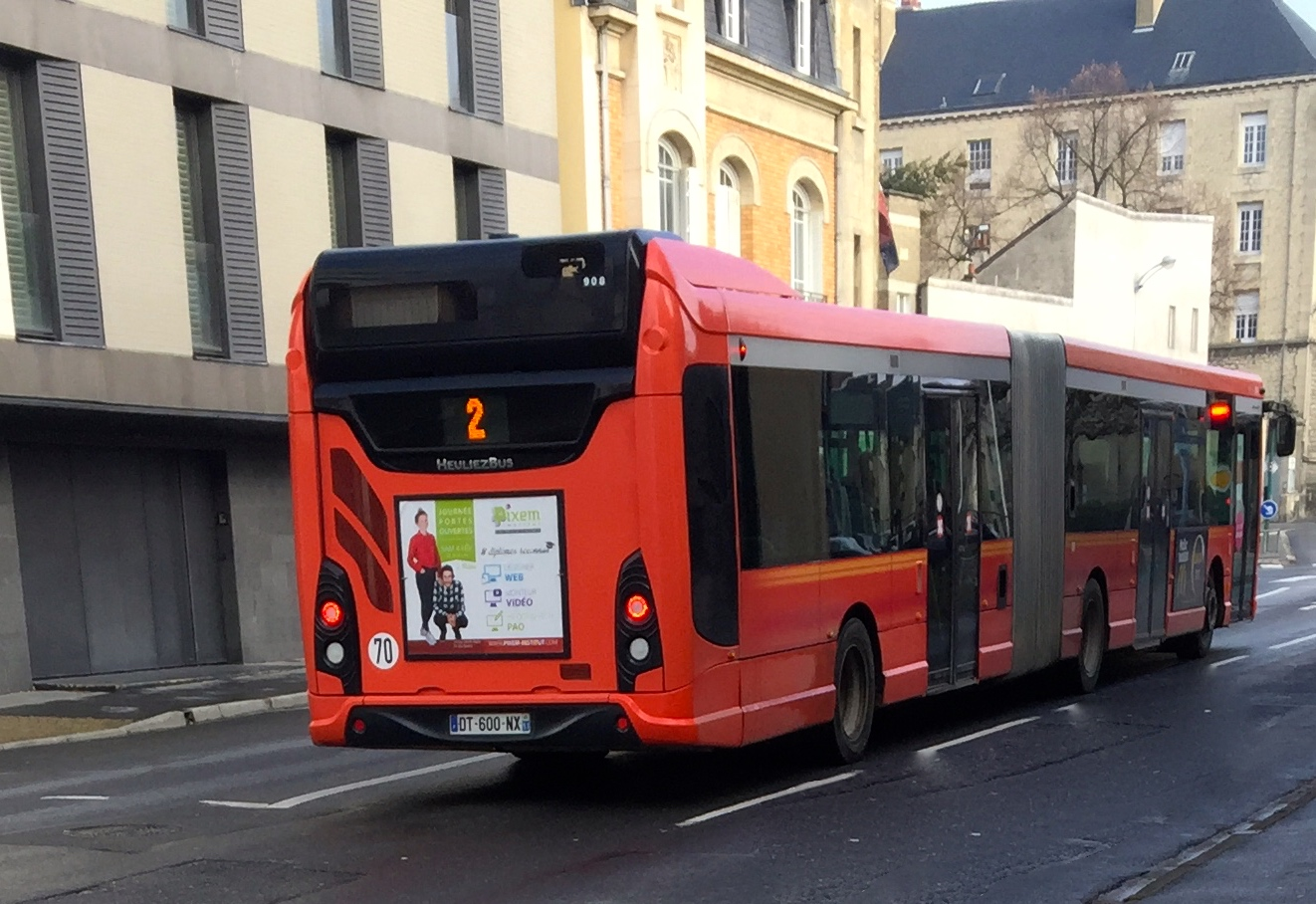
Vue arrière d'un GX 437 Diesel.

Les GX 437 ont eu plusieurs motorisations au fil des années de sa production et en fonction des différentes normes européennes de pollution. Il en a actuellement quatre de disponibles, deux en diesel, un hybride et un électrique :
- l'Iveco Cursor 9 (Euro 6), moteur diesel six cylindres en ligne de 8,7 litres avec turbocompresseur développant 360 ch.
- l'Iveco Cursor 9 (Euro 6), moteur diesel six cylindres en ligne de 8,7 litres avec turbocompresseur développant 400 ch.
- l'Iveco Tector 7 (Euro 6), moteur hybride six cylindres en ligne avec turbocompresseur développant 286 ch avec génératrice de 160 kW et un moteur électrique de traction.
- 100% électrique équipé de batteries Lithium Titanate Oxyde de 102 KWh et d'un moteur électrique de 160 ou 200 KW.

Les versions avec moteur diesel sont équipées d'une boite de vitesses Voith Diwa 4 à 4 rapports ou ZF Ecolife 6 à 6 rapports.
| Modèle              | Construction | Moteur + Nom                        | Norme Euro | Cylindrée         | Performance                    | Couple                   | Vitesse maxi | Consommation + CO2    |
| GX 437 (ZF - VOITH) | 2014 - 2021  | 6 cylindres en ligne Iveco Cursor 9 | Euro 6     | 8 709 cm3 (8,7 L) | 265 kW (360 ch) à 1 530 tr/min | 1 650 N m à 1 200 tr/min | ... km/h     | ... l/100 km ... g/km |
| GX 437 (ZF - VOITH) | 2014 - 2021  | 6 cylindres en ligne Iveco Cursor 9 | Euro 6     | 8 709 cm3 (8,7 L) | 294 kW (400 ch) à 1 650 tr/min | 1 700 N m à 1 200 tr/min | ... km/h     | ... l/100 km ... g/km |

| Modèle                | Construction | Moteur + Nom                                                                            | Norme Euro | Cylindrée                                                                           | Performance                               | Couple                   | Vitesse maxi | Consommation + CO2    |
| GX 437 H (ZF - VOITH) | 2014 - 2021  | Thermique : 6 cylindres en ligne Iveco Tector 7 E28 Électrique : 160 kWh (200 kW crête) | Euro 6     | Thermique : 6 728 cm3 (6 L) Électrique : 160 kW (217 ch) Combinée : ... kW (... ch) | Combinée : 210 kW (286 ch) à 2 500 tr/min | 1 000 N m à 1 250 tr/min | 70 km/h*     | ... l/100 km ... g/km |

* : limitée électroniquement.
| Modèle            | Construction   | Moteur + Nom & capacité batterie                  | Performance     | Couple    | Vitesse maxi | Autonomie | Puissance de charge et temps |
| GX 437 E (série)  | Depuis mi-2017 | Synchrone à rotor bobiné 102 kWh                  | 160 kW (217 ch) | 2 100 N m | ... km/h     | ... km    | 100 kW (450 kW max) ... min  |
| GX 437 E (option) | Depuis mi-2017 | Synchrone à rotor bobiné 117 ou 250 kWh en mixtes | 200 kW (272 ch) | 2 405 N m | ... km/h     | ... km    | 100 kW (450 kW max) ... min  |

### Châssis et carrosserie

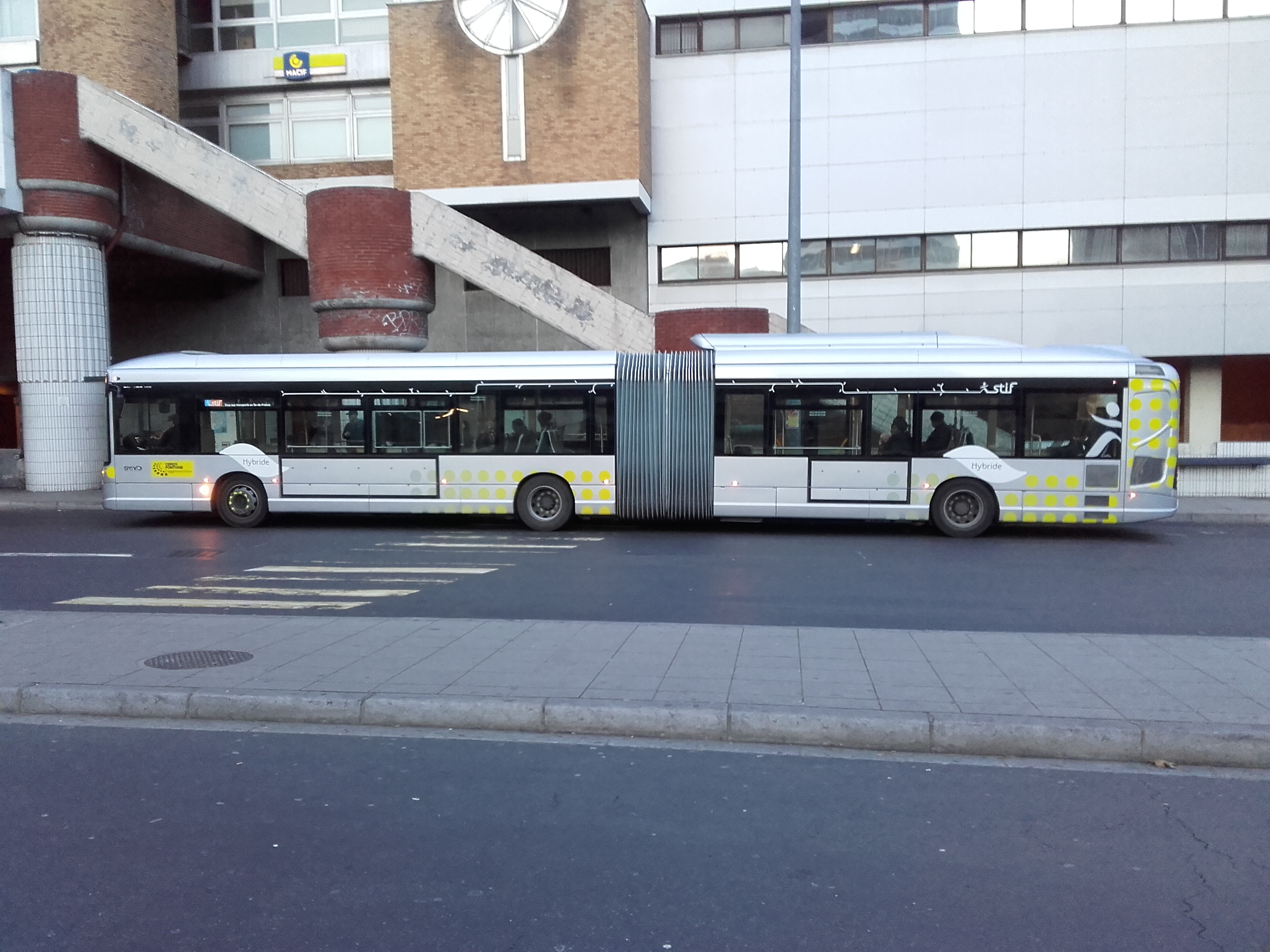
GX 437 hybride du réseau STIVO à Cergy.

Il est construit sur un châssis d'Iveco Bus Urbanway 18 produit et assemblé dans l'usine d'Annonay. La carrosserie, elle est produite dans l'usine Heuliez Bus de Rorthais.

### Options et accessoires

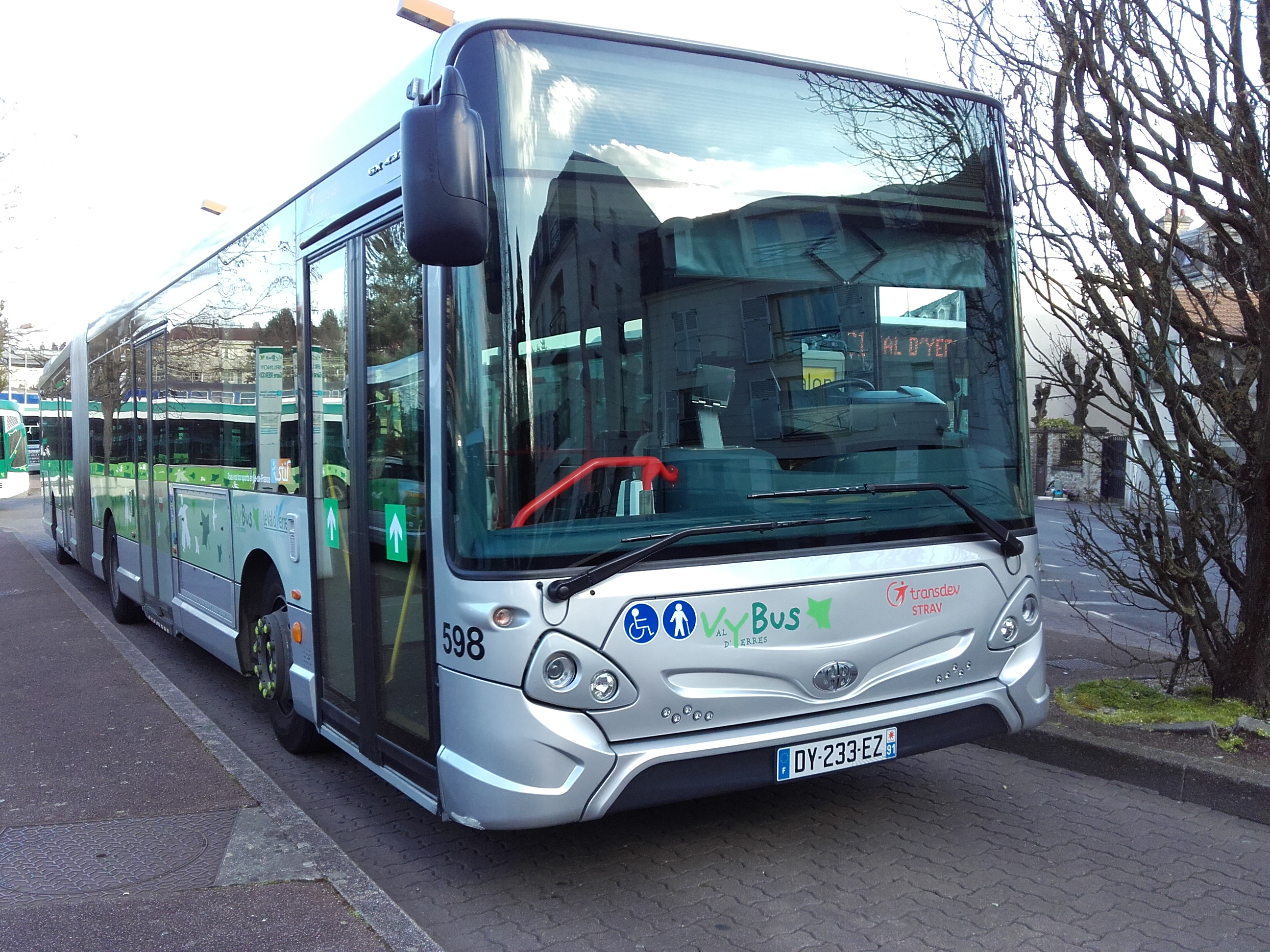
GX 437 avec feux diurne de la STRAV.

De très nombreuses options sont disponibles :
Options extérieures
- Feux diurnes placés sur la calandre avant ;
- Ajout d'un 3e feu stop ;
- Rampe d'accès électrique pour les personnes en fauteuil roulant ;
- Seconde, troisième et quatrième porte coulissante et non louvoyante ;
- Ajout d'une 4e porte ;
- Carénages ou enjoliveurs de roues ;
- Système Arrive and Go (coupure du moteur et redémarrage en mode électrique).

Options intérieures
- Différentes implantations des sièges ;
- Différentes textures pour la sellerie ;
- Baies panoramiques en partie basse, à hauteur de l'emplacement destiné aux personnes en fauteuil roulant ;
- Pavillon vitré Lumi'bus sur la partie centrale ;
- Soufflet d’articulation translucide ;
- Éclairages d'ambiance Lampa'bus, éclairant indirectement les voussoirs ;
- Systèmes d’information et de vidéo surveillance ;
- Climatisation intégrale ou uniquement pour le conducteur.
- Extincteur
- Haut-parleur conducteur

## Autres
La version électrique a rapidement été choisie par la compagnie de transports en commun norvégienne Tide Buss qui gère le réseau de la ville de Trondheim, ville pionnière en matière de mobilité durable avec la plus grande flotte d’autobus électriques. 10 autobus électriques GX 437 assureront le service sur la ligne Dragvoll-Sentrum-St.Olavs/Oya à partir du 2ème semestre 2019.
En mars 2019, la compagnie néerlandaise Qbuzz, filiale de Ferrovie dello Stato Italiane, Busitalia - Sita Nord, a commandé 49 autobus GX 437 avec pantographe embarqué, plus 51 en option d'ici 2023. Le premier véhicule a été livré le 5 décembre 2019 à la ville de Groningue dans le nord de Pays-Bas.